# Puente de Génave
Puente de Génave er en by og kommune i det sydlige Spanien i provinsen Jaén. Den har et indbyggertal på 2.188 (2024) indbyggere.